# Gunnar Knudsen
 Aanon Gunerius "Gunnar" Knudsen (Arendal, 19 september 1848 - Skien, 1 december 1928) was een Noors politicus voor Venstre. Knudsen was eigenaar van verschillende rederijen. 
Hij was vertegenwoordiger in het Noorse parlement sinds 1891 en voorzitter van zijn partij vanaf 1909. Knudsen werd minister van financiën in 1905. Hij was tweemaal premier van Noorwegen, van 1908 tot 1910 en van 1913 tot 1920. 
Zijn eerste ambtstermijn zag de invoering van de Ziekteverzekeringswet van 1909, met verplichte dekking voor werknemers onder een bepaald inkomen (ca. 45% van alle loontrekkers) en datzelfde jaar gratis kraamzorg voor ongehuwde moeders, in 1915 uitgebreid met de echtgenotes van de mannen die onder de verplichte ziekteverzekering vielen. 
- Bibsys: 90542925
- Gemeinsame Normdatei: 118924826
- International Standard Name Identifier: 0000 0000 2874 5080
- KulturNav: 1bc2e14b-8380-4aad-9296-23b245413cbc
- Library of Congress Control Number: n92038458
- Virtual International Authority File: 35255388
- WorldCat: E39PBJt3XPTkMqgV4QdTtt6Frq